# Vicente Cayetano Rodríguez
Vicente Cayetano Rodríguez, detto Cacho (28 aprile 1950), è un allenatore di calcio ed ex calciatore argentino.